# Dukes versus Wal-Mart
Dukes v. Wal-Mart Stores, Inc. é um processo por discriminação sexual no valor de 11 bilhões de dólares, e a maior ação popular pelos direitos civis da história dos Estados Unidos. caso em que a Corte determinou que um grupo de aproximadamente 1,5 milhão de mulheres não poderia ser certificado como uma classe válida de demandantes em uma ação coletiva por discriminação no emprego contra o Walmart. A autora principal Betty Dukes, uma funcionária do Walmart, e outras pessoas alegaram discriminação de gênero em políticas e práticas de remuneração e promoção em lojas do Walmart.
A Corte concordou em discutir se a Regra Federal de Processo Civil, Regra 23 (b) (2), que prevê ações coletivas se as ações do réu justificarem a  medida cautelar podem ser usado para arquivar uma ação de classe que exige danos monetários. A Corte também pediu às partes que discutissem se a classe atende à requisitos tradicionais de numerosidade, semelhança, tipicidade e adequação de representação.

## Background
Em 2000, Betty Dukes, uma funcionária do Walmart de 54 anos na Califórnia, alegou discriminação sexual. Apesar de seis anos de trabalho e avaliações positivas de desempenho, ela foi negada a formação que precisava para avançar para uma posição assalariada mais elevada. O Walmart argumentou que os duques entraram em confronto com uma supervisora do Walmart do sexo feminino e foram punidos por retornar atrasados dos intervalos para o almoço.[carece de fontes?]
O caso teve inicio no ano de 2000, quando uma funcionária de 54 anos do Wal-Mart na California chamada Betty Dukes acionou uma reivindicação de discriminação de sexo contra seu empregador. Apesar de seis anos do trabalho duro e de revisões de desempenho excelentes, Dukes reivindicou, mas foi negada ao treinamento que era necessário para que ela avançasse para uma posição salarial maior. Críticos observam que Dukes brigou uma vez com um supervisor do supermercado, e foi disciplinada por voltar tarde de pausas de almoço.
Em junho de 2001, o processo teve início na Corte Distrital dos Estados Unidos em São Francisco, no qual foi concedido o status do caso como ação popular. O processante procura representar 1,6 milhões de mulheres, incluindo todas as mulheres que trabalhem ou tenham trabalhado previamente em uma loja do Wal-Mart desde 26 de dezembro de 1998.
m 20 de junho de 2011, a Suprema Corte decidiu em favor de Walmart dizendo que os demandantes não tinham o suficiente em comum para constituir uma classe.
O Tribunal decidiu por unanimidade que, devido à variabilidade das circunstâncias dos demandantes, a ação coletiva não poderia prosseguir como compreendida.[carece de fontes?]
O Tribunal decidiu 5-4 que não poderia proceder como qualquer tipo de ação coletiva.
Em 2004, a jornalista Liza Featherstone publicou um livro sobre o caso, Selling Women Short: The Landmark Battle for Workers' Rights at Wal-Mart dizendo que o sucesso de Wal-Mart's não está baseado somente em sua mercadoria barata ou em sua popularidade, mas também em más práticas de trabalho.[carece de fontes?]